# Haifaa al-Mansour
Pour les articles homonymes, voir al-Mansour.
Haifaa al-Mansour (en arabe : هيفاء المنصور), née le 10 août 1974, est une réalisatrice et scénariste saoudienne. Elle est la première femme à être réalisatrice en Arabie saoudite.

## Biographie
Haifaa al-Mansour est née au sein d'une famille libérale car éduquée par ses parents comme ses frères. Son père est poète et consultant juridique. Elle est la huitième d'une famille de douze enfants (cinq garçons, sept filles). Dans son enfance, elle découvre les films américains en visionnant des cassettes VHS (il n'existait pas de salles de cinéma en Arabie à cette époque). Ses parents la laissent partir étudier la littérature comparée à l'université américaine du Caire en Égypte où elle décroche une licence d'art,,.
Haifaa al-Mansour retourne en Arabie saoudite et de 2000 à 2008, elle enseigne l'arabe et l'anglais dans une compagnie pétrolière. Affectée au département communication de l'entreprise, elle y découvre la production audiovisuelle et s'en passionne,. Elle réalise trois courts-métrages entre 2004 et 2005 : Who?, The Bitter Journey, et The Only Way Out.
En 2005, munie d'une caméra DV, elle tourne discrètement avec sa sœur un documentaire, Women Without Shadows (Femmes sans ombre), qui est ensuite sélectionné au festival d'Abou Dabi,. Le film crée la polémique car un religieux y affirme devant la caméra que l'islam n'oblige pas les femmes à se voiler. Haifaa al-Mansour rencontre son mari, un diplomate américain, lors de la diffusion de son documentaire à l'ambassade américaine.
Installée à Sydney où son mari est en poste, elle suit des études de cinéma et obtient un Master en direction cinématographique. Première femme à tourner dans son pays, où le cinéma est proscrit, Haifaa al-Mansour réalise son premier long métrage Wadjda, tourné en 2012 et sorti en 2013. Le tournage se déroulant dans les rues de Riyad, la réalisatrice s'est souvent dissimulée dans un van d'où elle a dirigé le tournage à l'aide d'un talkie-walkie, car il aurait été mal vu de voir une femme diriger une équipe composée d'hommes,. Le prince Al-Walid ben Talal ben Abdelaziz Al Saoud coproduit le film : membre progressiste de la famille royale, il possède les studios Rotana.
En 2017, elle réalise un film biographique sur la femme de lettres britannique Mary Shelley. L'année suivante, elle réalise un nouveau film sur un personnage féminin, Une femme de tête, en collaboration avec Netflix.

### Festivals
En 2013, lors de la 70e Mostra de Venise, Haifaa al-Mansour est présidente du jury du Prix Luigi De Laurentis. 
En 2015, lors du 68e Festival de Cannes elle fait partie du jury Un certain regard, sous la présidence d'Isabella Rossellini.
Lors du Festival du film de Sundance 2020, elle fait partie d'un des jurys du festival pour la 36e édition. 

### Vie personnelle
Elle s'installe à Los Angeles avec son mari et leurs deux enfants, Adam et Hailey.

## Filmographie

### Cinéma
- 1997 : Qui ? (Who ?) (court-métrage)
- 2000 : Le Départ amer (The Bitter Journey) (court-métrage)
- 2001 : Réflexions croisées (The Only Way Out) (court-métrage)
- 2005 : Women Without Shadows (Nissa bila thil / نساء بلا الظل) (moyen métrage documentaire)
- 2012 : Wadjda (وجدة)
- 2017 : Mary Shelley[7]
- 2018 : The Wedding Singer's Daughter (court-métrage)
- 2018 : Une femme de tête (Nappily Ever After)
- 2019 : The Perfect Candidate
- 2025 : Al Majhoula

### Télévision
- 2019 : The Society (série télévisée), épisode 5 Putting on the Clothes
- 2020 : The Wilds (série télévisée), épisode 5 Day Seven
- 2020 : Motherland: Fort Salem (série télévisée), épisode 4 Hail Beltane
- 2020 : The Good Lord Bird (mini-série), épisode 5 Hiving the Bees
- 2021 : The L Word : Generation Q (série télévisée), saison 2, épisodes 8 Launch Party, 9 Last Dance
- 2021 : The Sinner (série télévisée), saison 4, épisode 5 Part V
- 2022 : Archive 81 (série télévisée), épisodes 5 Through the Looking Glass et 6 The Circle
- 2022 : Tales of the Walking Dead (série télévisée), épisode 4 Amy / Dr. Everett
- 2023 : Anne Rice's Mayfair Witches (série télévisée), épisodes 5 The Thrall et 6 Transference
- 2023 : Florida Man (série télévisée), épisodes 4 One More Day et 5 Please Don't Wake Up
- 2023 : City on Fire (série télévisée), saison 1, épisodes 3 The Family Business et 4 Land of a Thousand Dances
- 2023 : Bosch : Legacy (série télévisée), saison 2, épisode 7 I Miss Vin Scully
- 2023 : Fear the Walking Dead (série télévisée), saison 8, épisode 11 Fighting Like You

## Distinctions
- Mostra de Venise 2012 : Prix du meilleur film Art et Essai pour Wadjda